# 貝霍斯 (愛達荷州)
貝霍斯（英語：Bayhorse）是位於美國愛達荷州卡斯特縣的一個鬼鎮。由於此地已於19世紀被荒廢，本地已無人居住。

## 地理
貝霍斯的座標為44°24′44″N 114°24′13″W / 44.41222°N 114.40361°W，而該地的平均海拔高度為2618米（即8589英尺）。